# Trombidium

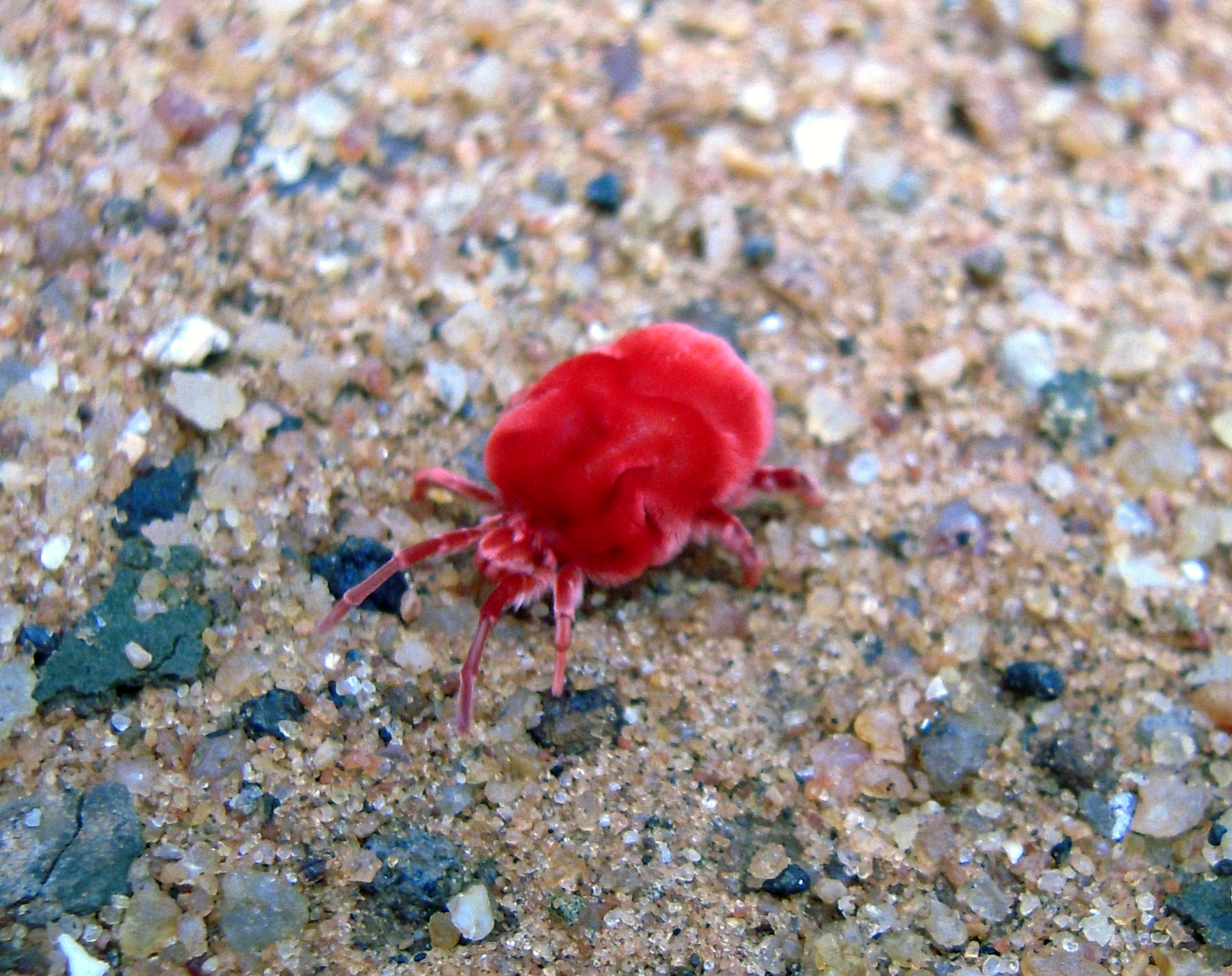
Trombidium grandissimum

Lądzień (Trombidium) – rodzaj roztoczy z kohorty Trombidiformes i rodziny lądzieniowatych.
Rodzaj ten został opisany w 1775 roku przez Johana Fabriciusa.
Larwy mają nogogłaszczki z rozdwojonymi pazurkami, gładkimi szczecinkami na stopach i bez szczecinek na kolanach. Ostrza ich szczękoczułek są sierpowato zakrzywione. Mają mniej niż 30 szczecin grzbietowych i mniej niż 20 brzusznych na hysterosomie. Na tarczce prodorsalnej znajdują się 3 pary szczecinek i 1 para szczecin zmysłowych. Proksymalna szczecinka na biodrach odnóży pierwszej pary jest gładka i wyraźnie różni się od innych położonych na nich szczecinek.
Należą tu gatunki:
- Trombidium auroraense Vercammen-Grandjean, Van Driesche et Gyrisco, 1977
- Trombidium breei Southcott, 1986
- Trombidium brevimanum (Berlese, 1910)
- Trombidium cancelai (Robaux, 1967)
- Trombidium carpaticum (Feider, 1950)
- † Trombidium clavipes Koch et Berendt, 1854
- Trombidium dacicum (Feider, 1950)
- Trombidium daunium (Paoli, 1937)
- Trombidium fturum Schweizer, 1951
- Trombidium fuornum Schweizer, 1951
- Trombidium geniculatum (Feider, 1955)
- Trombidium heterotrichum (Berlese, 1910)
- Trombidium holosericeum (Linnaeus, 1758) – lądzień czerwonatka[3]
- Trombidium hungaricum Kobulej, 1957
- Trombidium hyperi Vercammen-Grandjean, Van Driesche et Gyrisco, 1977
- Trombidium kneissli (Krausse, 1915)
- Trombidium latum C. L. Koch, 1837
- Trombidium mastigotarsum (Feider, 1956)
- Trombidium mediterraneum (Berlese, 1910)
- Trombidium meyeri (Krausse, 1916)
- Trombidium monoeciportuense (André, 1928)
- Trombidium neumeyeri (Krausse, 1916)
- Trombidium parasiticus (de Geer, 1778)
- Trombidium poriceps (Oudemans, 1904)
- Trombidium pygiacum C. L. Koch, 1837
- Trombidium raeticum Schweizer et Bader, 1963
- Trombidium rhopalicus (Vercammen-Grandjean et Popp, 1967)
- Trombidium rimosum C. L. Koch, 1837
- Trombidium rowmundi Haitlinger, 1996
- Trombidium semilunare Feider, 1955
- Trombidium southcotti Zhang et Saboori, 1996
- Trombidium susteri (Feider, 1956)
- Trombidium teres (André, 1928)
- Trombidium toldti (Methlagl, 1928)